# فرانك كروس
فرانك كروس (بالإنجليزية: Frank Cross)‏ هو لاعب كرة قاعدة أمريكي، ولد في 20 يناير 1873 في كليفلاند في الولايات المتحدة، وتوفي في 2 نوفمبر 1932 في اورورا في الولايات المتحدة.

## وصلات خارجية
- فرانك كروس على موقعبيزبول رفرنس.كوم (الدوري الرئيسي) (الإنجليزية)
- فرانك كروس على موقعبيزبول رفرنس.كوم (الدوري الثانوي) (الإنجليزية)